# Homer (villa)
Homer es una villa ubicada en el condado de Cortland en el estado estadounidense de Nueva York. En el año 2000 tenía una población de 3,368 habitantes y una densidad poblacional de 779 personas por km².

## Geografía
Homer se encuentra ubicada en las coordenadas 42°38′18″N 76°11′2″O / 42.63833, -76.18389.

## Demografía
Según la Oficina del Censo en 2000 los ingresos medios por hogar en la localidad eran de $39,310, y los ingresos medios por familia eran $44,545. Los hombres tenían unos ingresos medios de $33,519 frente a los $22,813 para las mujeres. La renta per cápita para la localidad era de $20,918. Alrededor del 9.7% de la población estaban por debajo del umbral de pobreza.